# Greatest Hits (Erann DD-album)
 For alternative betydninger, se Greatest Hits. (Se også artikler, som begynder med Greatest Hits)
Greatest Hits er et opsamlingsalbum med den danske sanger og sangskriver Erann DD, der udkom 7. maj 2012 gennem Fox Off, Black Pelican og Sony Music. Albummet samler Erann DD's 20-årige karriere, med sange fra Zapp Zapp, Drori-Hansen Furniture og solokarrieren, samt den nye sang "Change Change Change".

## Spor
| #   | Titel                                             | Sangskriver(e)                                                                    | Artist                 | Længde |
| --- | ------------------------------------------------- | --------------------------------------------------------------------------------- | ---------------------- | ------ |
| 1.  | "Don't Change Horses (In the Middle of a Stream)" | Leonard Williams, Johnny Watson                                                   | Zapp Zapp              | 5:33   |
| 2.  | "Heavy Pooh"                                      | Erann D. Drori, Søren Norup Christiansen, Tue Røh, Jakob Christensen, Aleni Agami | Zapp Zapp              | 3:17   |
| 3.  | "You Better Believe"                              | Drori, S. Christiansen, Røh, J. Christensen, Anders Schumann                      | Zapp Zapp              | 3:54   |
| 4.  | "Girl"                                            | Drori                                                                             | Zapp Zapp              | 3:35   |
| 5.  | "Where's Your Mind"                               | Drori, Casper Hamilton, Arthur Stander                                            | Drori-Hansen Furniture | 4:25   |
| 6.  | "Water Water"                                     | Drori, Hamilton, Stander                                                          | Drori-Hansen Furniture | 3:08   |
| 7.  | "When You're Around"                              | Drori, Hamilton, Stander                                                          | Drori-Hansen Furniture | 3:57   |
| 8.  | "Dear Little Loverboy"                            | Drori, Hamilton, Annette Friis                                                    | Drori-Hansen Furniture | 6:01   |
| 9.  | "Still Believing"                                 | Drori, Stander                                                                    | Erann DD               | 3:40   |
| 10. | "I Wanna Wake Up with You"                        | Ben Peters                                                                        | Erann DD               | 3:39   |
| 11. | "This Is Alright"                                 | Drori, Anoo Bhagavan                                                              | Erann DD               | 3:15   |
| 12. | "Lulee"                                           | Drori, Daniel Gepner                                                              | Erann DD               | 3:52   |
| 13. | "Hjertet ser"                                     | Karen Busck                                                                       | Karen Busck & Erann DD | 3:58   |
| 14. | "Didn't I Tell You That I Love You"               | Peter Busborg Jensen, Drori, Eddie Chacon, Poul Bruun                             | Erann DD               | 3:36   |
| 15. | "When You Hold Me"                                | Drori, Stander                                                                    | Erann DD               | 3:57   |
| 16. | "Pretending"                                      | Drori                                                                             | Erann DD               | 3:08   |
| 17. | "Thelma"                                          | Drori, Stander                                                                    | Erann DD               | 3:27   |
| 18. | "Stjernetegn"                                     | Drori, Marcus Winther-John, Emil Gotthard, Magnus Funemyr                         | Erann DD               | 3:51   |
| 19. | "Change Change Change"                            | Patric Sarin, Drori, Thomas Stengaard                                             | Erann DD               | 2:41   |

| 20. | "Always Remember That" | Erann DD | 3:03 |